# Hachinger Bach
Der Hachinger Bach ist das einzige Fließgewässer, das, rechts der Isar, innerhalb der Münchner Schotterebene entspringt. Er fließt südlich von München durch die Ortschaften Oberhaching, Taufkirchen, Unterhaching und den Ortsteil Unterbiberg von Neubiberg und tritt in Perlach in das Münchner Stadtgebiet ein. Ab der Versickerungsstelle in Berg am Laim fließt er unterirdisch durch ein Rohr. Er ist knapp zwölf Kilometer lang.

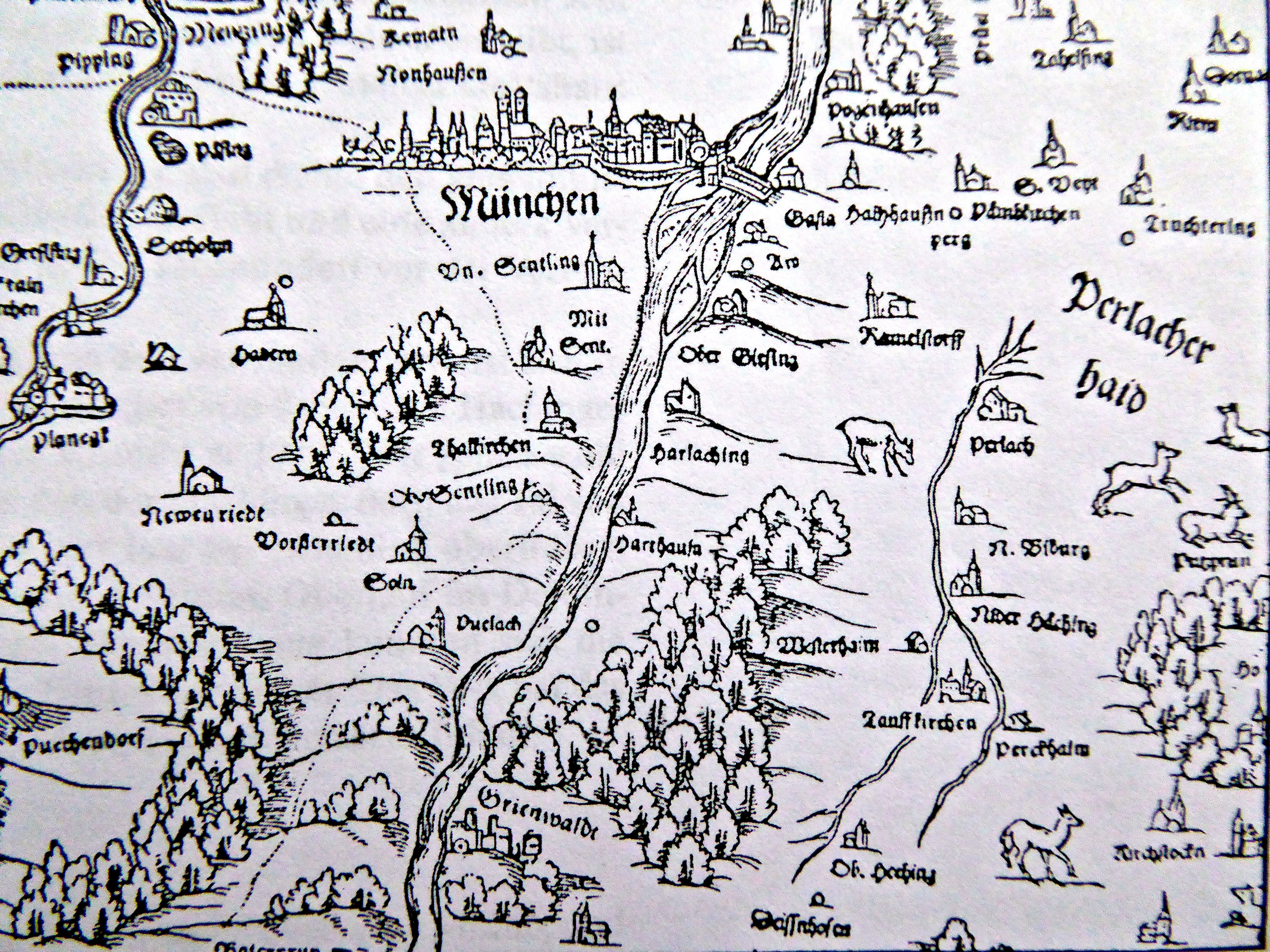
München und Südumgebung mit Hachinger Bach rechts. Ausschnitt aus einer Karte von Philipp Apian: Bairische Landtafeln (1568). Am unteren Bildrand Deisenhofen. Versickerung in der Perlacher Haid.

## Geologische Entstehung

### Bedingungen der letzten Eiszeit

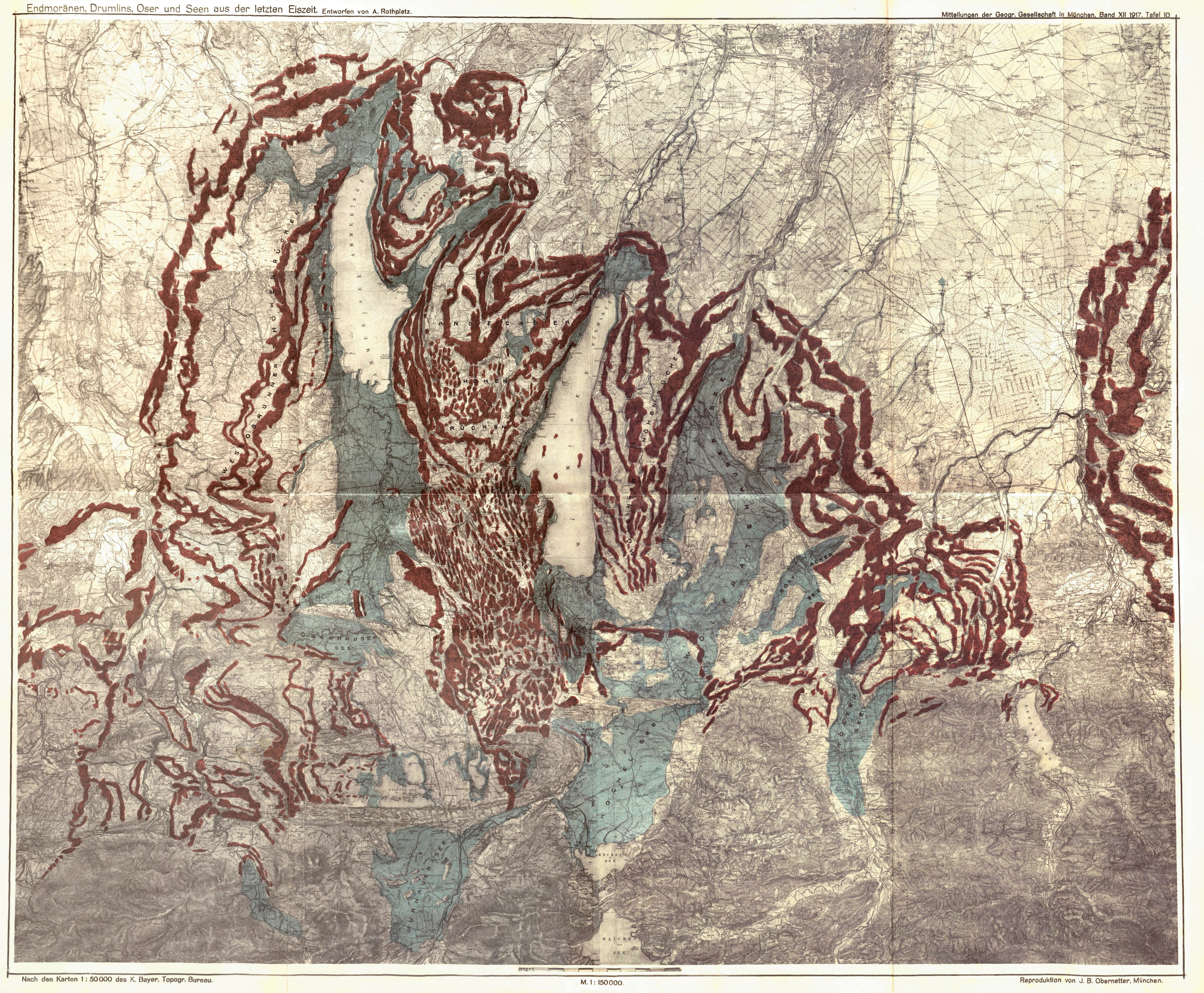
Die Osterseen und der Isar-Vorlandgletscher. Karte von August Rothpletz (1917). Der Hachinger Bach ist im nördlichen Anschluss des Eglinger Gletscherfingers (grau) durch das gesamte Gleißental bis nördlich von München als eiszeitliches Fließgewässer eingezeichnet.

Der Hachinger Bach entstand neben der Isar in der zweiten ehemaligen Schmelzwasserabflussrinne des heute verschwundenen Wolfratshausener Sees, eines ehemaligen Gletschersees des Isar-Loisach-Gletschers der letzten Eiszeit (Würmeiszeit). Es handelt sich dabei um den östlichen, sog. Eglinger Gletscherfinger, der auf der Linie Egling-Ascholding-Deining vorstieß (Abb.). Der Hachinger Bach spülte wie andere Schmelzwässer auch die weicheren Schichten aus den davorliegenden Eiszeiten des Tertiärs weg und schuf so Raum zur Ausbildung einer neuen Schotterebene. Das so entstandene Gleißental im Süden des Hachinger Tals ist die südliche ursprüngliche Abflussrinne, die in den heutigen Hachinger Bach mündete und postglazial trockenfiel. Die Talfurche von Deisenhofen reicht bis in den Deckenschotter hinein. Dieser Einschnitt legt den Grundwasserspiegel bloß, so dass dem etwas tiefer als der Grundwasserspiegel gelegenen Bachbett fortwährend Grundwasser zuströmt. Nach dem Ende der Würmeiszeit tiefte sich der Bach ein und schuf die Terrasse entlang der heutigen Straße Oberhaching-Taufkirchen.

### Hachinger Sperrschicht

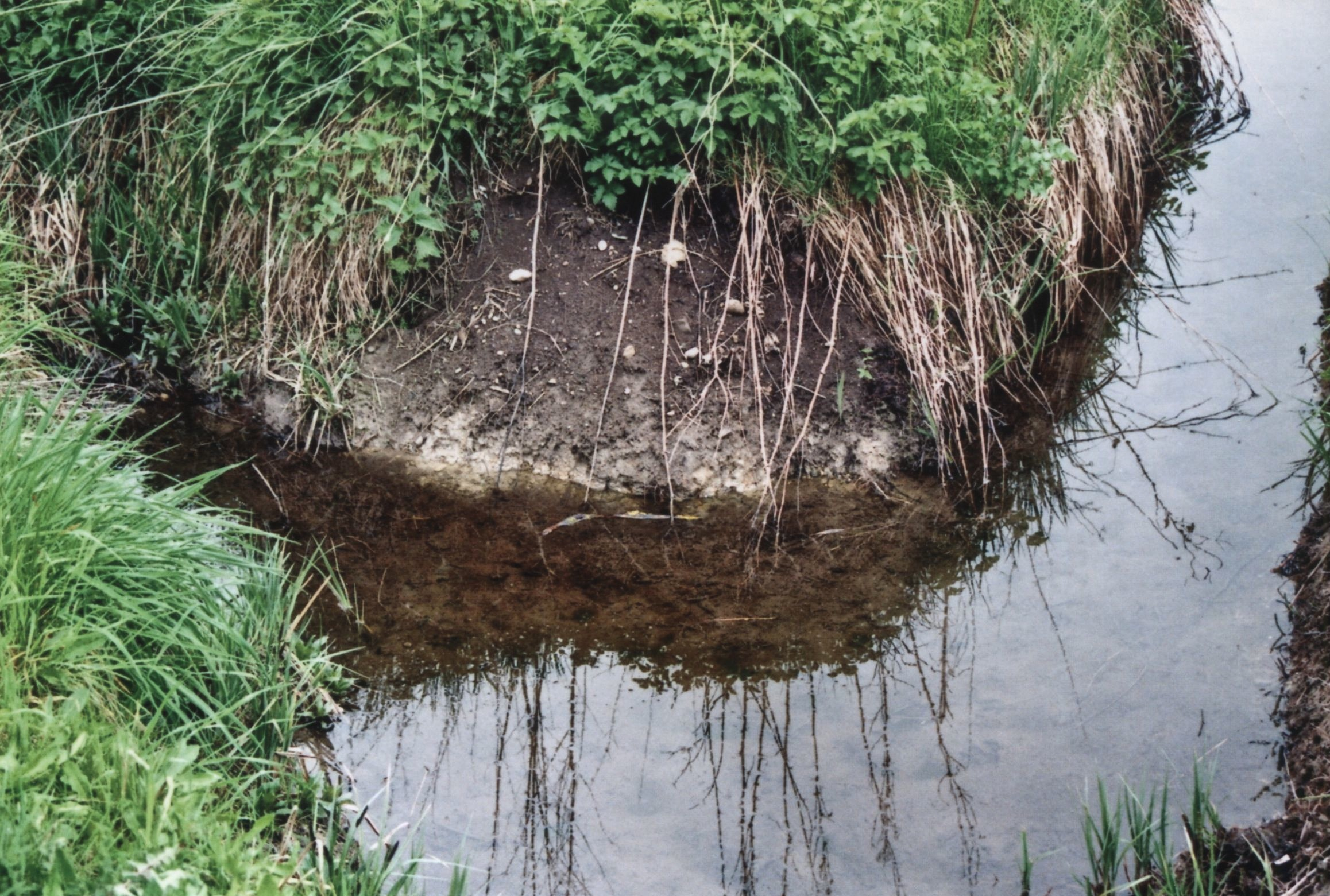
Die Hachinger Sperrschicht, ein Flussmergel (weißlich über der Wasserlinie), hier sichtbar in einem Entwässerungsgraben der Feuchtwiese Taufkirchen, ist die geologische lokale Voraussetzung für das Entstehen des Hachinger Bachs.

Das Grundwasser reicht an manchen Stellen des Oberlaufs des Hachinger Bachs bis an die Erdoberfläche, wo es als Bach austritt (Abb.). Die Quellen des Hachinger Baches werden durch eine quartäre, kleinräumige Flussmergelschicht verursacht (Hachinger Sperrschicht) (Abb.). Diese obere Sperrschicht entstand durch spätglaziale fluviale Ton- und Schluff-Ablagerungen in Folge mäandrierenden Schmelzwasserabflusses eines Vorläufers des Hachinger Bachs. Unter der Hachinger Sperrschicht befindet sich jedoch eine größflächigere Hochlage der tertiären (bis vor 2,58 Millionen Jahre) Flinzmergel-Sperrschicht (Abb.), die als Grundwasserstauer fungiert – bei gleichzeitiger lokaler Verringerung der Mächtigkeit der quartären (bis vor 11.700 Jahren bzw. bis Ende der letzten Eiszeit) Lockersedimente, so dass hier – in Abhängigkeit vom Wasserandrang aus Süden – mal mehr oder weniger Grundwasser diffus an die Oberfläche tritt. Die weißliche, 30–40 cm dicke Flussmergelschicht, wie sie im Gebiet der Taufkirchener Feuchtwiese beobachtet werden kann, liegt somit über dem dunkleren, Würm-eiszeitlichen, im oberen Gebiet des Hachinger Bachs nur etwa 7–10 Meter dicken Niederterrassenschotter. Der Bach strömte am Ende der letzten Eiszeit vor 10.000 Jahren mit signifikant mehr Wasser aus der Endmoränenlandschaft bei Deining durch das Gleißental und die Hachinger Talsenke und floss damit weiter nach Norden als heute, bis er sich erst im Norden des heutigen Münchens mit der Isar vereinigte.

## Heutiger Bachverlauf
Das von Süd-Süd-West nach Nord-Nord-Ost verlaufende Hachinger Tal und der in ihm verlaufende Hachinger Bach liegen im Südostteil der Münchner Schotterebene.

### Ursprung
Die heutige Quelle des Hachinger Bachs liegt zwischen den Ortsteilen Deisenhofen und Oberhaching, wo das vom Deininger Weiher kommende Gleißental, das nur Grundwasser, aber kein Oberflächenwasser führt, zum Hachinger Tal wird. Auf einer Länge von etwa 100 m wird der Boden durch auf der Hachinger Sperrschicht austretendes Grundwasser immer feuchter, bis sich ein kleiner Bach gebildet hat. Da der Grundwasserstand stark schwankt, gibt es keine eindeutige Quelle. Damit der Bach nicht ganz trockenfallen kann, wird neben einem Parkweg aus einem etwa 4 Meter tiefen Brunnen Grundwasser gepumpt und mit einem Rohr in das junge Bachbett eingeleitet. Der Grundwasserspiegel sinkt, seit München im Deisenhofener Forst Anfang der 1970er Jahre Brunnen zur Wasserversorgung der Großstadt gebaut hat. Dies führt zu einer verstärkt anhaltenden Einspeisung von Grundwasser in Oberhaching.

### Oberer und mittlerer Bachverlauf

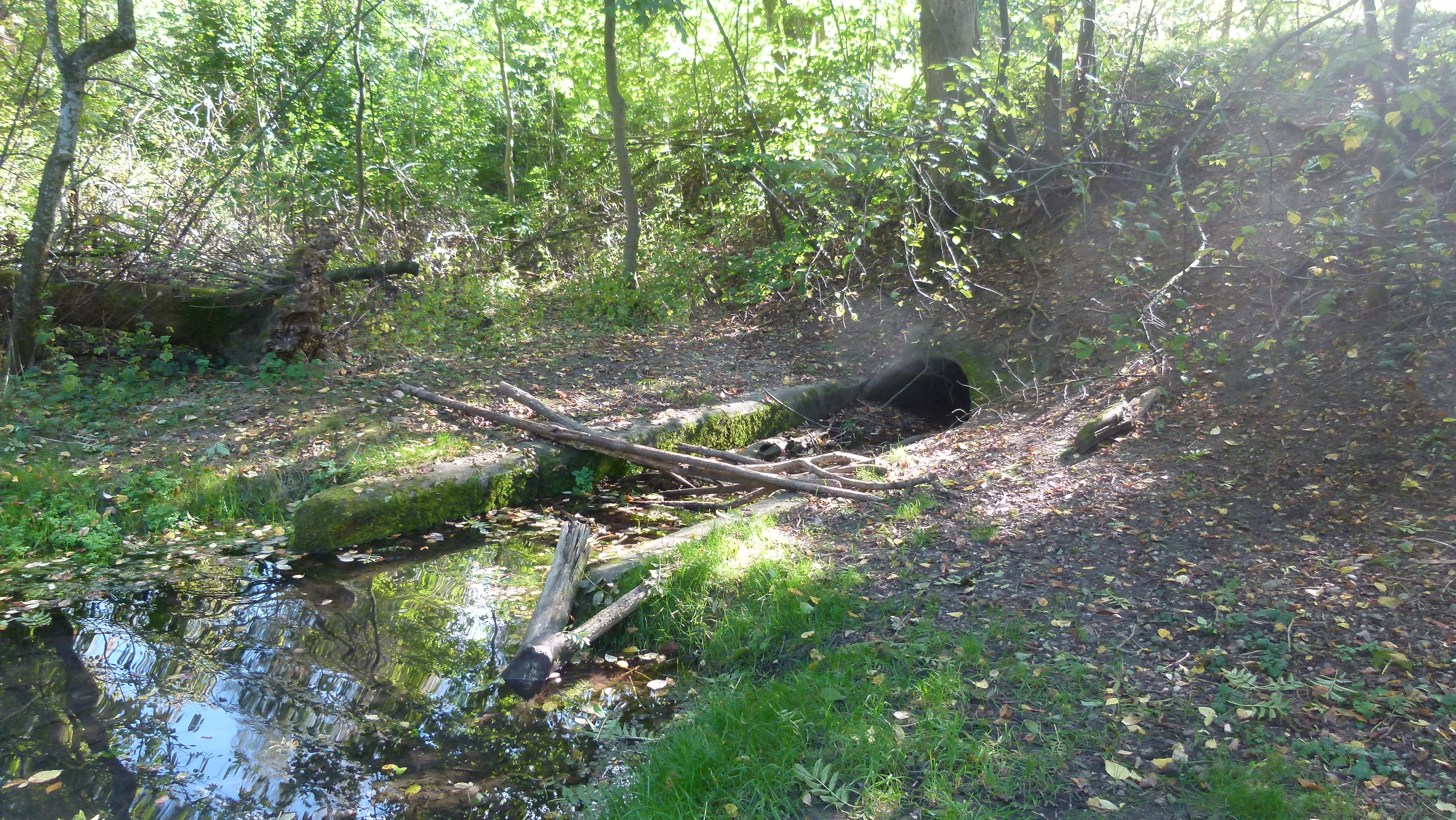
Hachinger Bach, Ursprung

Im oberen Verlauf um seinen Ursprung in Deisenhofen verläuft der Bach durch ein relativ enges Tal mit einer Breite von 100–800 Metern mit steilen, bis zu 15 Meter hohen Talflanken. Die Talbreite weitet sich in Taufkirchen mit flacheren Hängen auf ca. 1,5 km und ebnet sich danach gänzlich ein. Bachsohle und Oberkante des Grundwassers liegen zwischen Quellgebiet und Taufkirchen etwa auf gleicher Höhe. Der Bach gewinnt auf seinem Lauf nach Furth, Potzham und Taufkirchen ständig an Grundwasser. Bei Westerham erreicht er seine maximale Wasserführung. Zwischen Potzham und Taufkirchen Süd entwickelt der Bach im Gebiet der geschützten Feuchtwiesen einen naturbelassenen Abschnitt mit teilweise mehreren Metern Breite. Er durchfließt im weiteren Verlauf die Gemeinden Unterhaching und den Ortsteil Unterbiberg der Gemeinde Neubiberg sowie Ramersdorf-Perlach. Nach der Unterführung der A8 fließt der Bach nahezu vollständig naturbelassen zwischen landwirtschaftlich genutzten Flächen in Richtung auf die Kirche von Unterbiberg (siehe Foto im Infokasten auf dieser Seite), um kurz darauf auf eine Breite von nur 60 cm eingeengt (Durchquerung Unterbiberg) zu werden. Weiterer Grundwasserzutritt und Zuflüsse sind der Mühlbach, der im Autobahnweiher beginnt und am Nordrand von Potzham in den Hachinger Bach fließt, der Entenbach bei Taufkirchen sowie weitere Bäche und Gräben am Südrand von Taufkirchen. Sie lassen die Wassermenge etwas ansteigen.

### Unterer Bachverlauf und Versickerung
Die Flinzschicht sinkt nördlich von Unterhaching stark ab und damit auch das Grundwasser. Dieser Abfall, der auf einer Länge von 1,5 km 20 Meter beträgt, wurde als „unterirdische Stromschnelle“ oder „unterirdischer Wasserfall“ bezeichnet. Wegen des starken Abfalls der Flinzschicht müsste der Bach schon dort im Schotter der Münchner Schotterebene versickern. Da er sich aber durch eigene Schlammablagerungen ein dichtes Bett geschaffen hat, führt der Bachlauf weiter an die Südgrenze Münchens. Im Stadtgebiet verläuft der Bach weitestgehend in einem künstlichen Bachbett durch den Ortsteil Perlach, fließt dann weiter am westlichen Rand des Ostparks entlang bis zu seiner früheren natürlichen Versickerungsstelle in Berg am Laim in etwa der Mitte der Kampenwandstraße an der Grenze der Gemarkungen von Perlach und Berg am Laim, nachdem er aus dem Ostpark kommend die Heinrich-Wieland-Straße unterquert hat. An der Versickerungsstelle wird wegen bereits zuvor auftragender Versickerung mit ca. 130 Liter/Sekunde nur noch etwa ein Viertel der Wassermenge gemessen im Vergleich zu Westerham (Taufkirchen) mit 440 Liter/Sekunde.
1933 wurde in der Kampenwandstraße unmittelbar an der Heinrich-Wieland-Straße ein Einlaufbauwerk mit automatischem Schmutzrechen und Versickerungsbecken errichtet. Im Zuge des U-Bahn-Baus Ende der 1970er Jahre wurde 1981 das Einlaufbauwerk verlegt und das seinerzeit angelegte Versickerungsbecken verfüllt. Heute befindet sich an dieser Stelle der P+R-Parkplatz des in unmittelbarer Nähe liegenden U-Bahnhofs Michaelibad. Das Einlaufbauwerk mit einem neu angelegten Versickerungsbecken wurde 120 m weiter nördlich in die Kampenwandstraße verlegt. Das Versickerungsbecken dient heute nur noch dazu, bei Hochwasser das Wasser zu fassen, welches das Einlaufbauwerk nicht mehr aufnehmen kann, um damit Überschwemmungen zu verhindern. Seit 1933 wird der Bach von dieser Stelle aus unterirdisch durch ein Betonrohr bis zum Zamdorfer Gleisdreieck südlich der A 94 an der Südspitze des Münchner Stadtbezirks Bogenhausen geführt und speist den dort beginnenden Hüllgraben. Das Rohr verläuft zunächst unter der Kampenwandstraße, schwenkt an der Hachinger-Bach-Straße Richtung Osten bis zur St.-Veit-Straße, unter der es Richtung Norden unter dem Rangierbahnhof München Ost hindurch bis zur Einmündung in den Hüllgraben führt. Der Hüllgraben fließt im Johanneskirchener Moos in den Abfanggraben, der am Kraftwerk Neufinsing in den Mittlere-Isar-Kanal mündet. Der Höhenunterschied des Hachinger Bachs beträgt vom Ursprung bis zur Versickerung 39 Meter. Das entspricht einem Gefälle von 3,4 Promille.

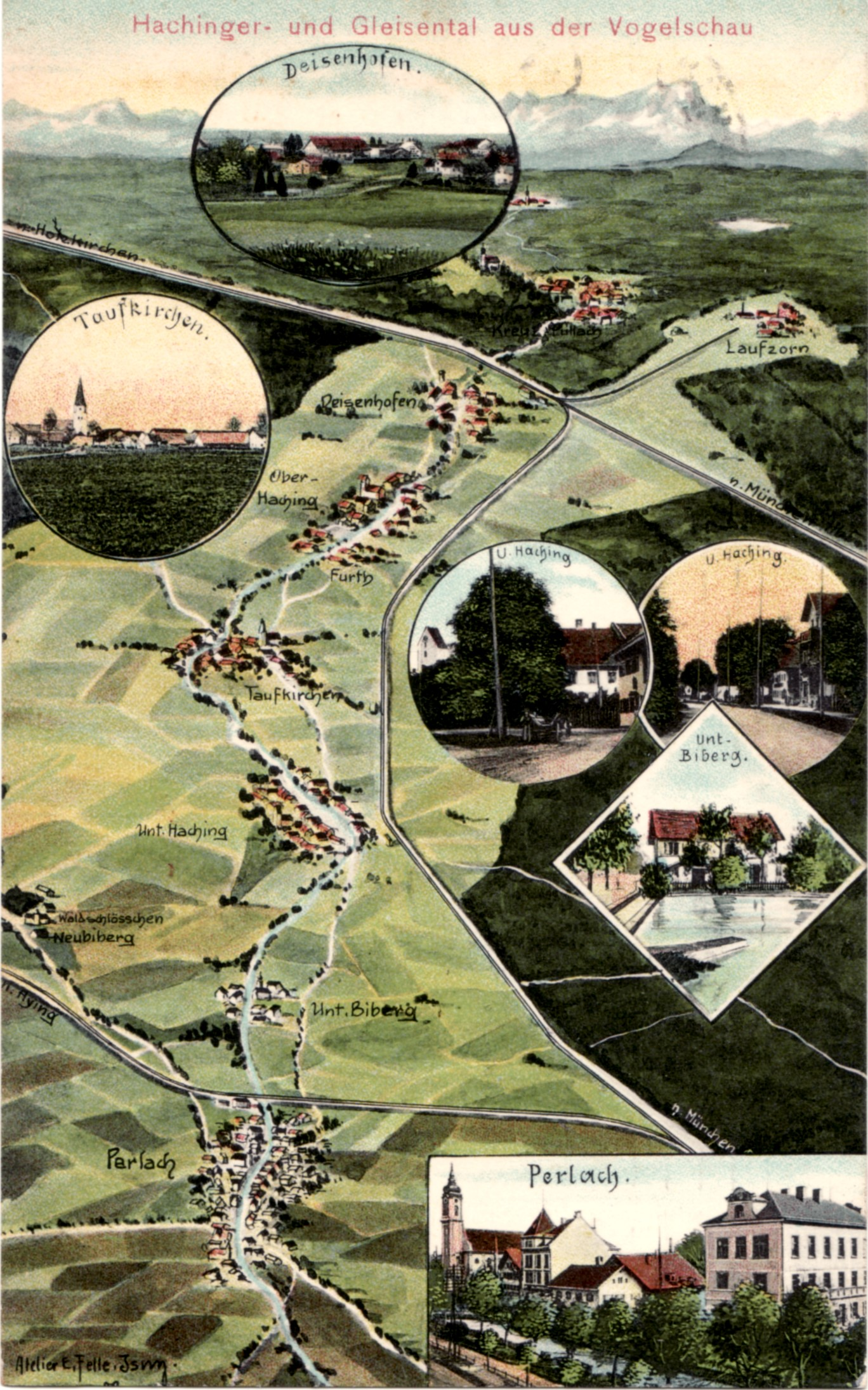
Hachingertal um 1909

## Besiedlungsgeschichte

### Bronzezeit
Der Name des Baches leitet sich von dem Bajuwaren Hacho ab, der zwischen dem 5. und dem 8. Jahrhundert entlang des Bachlaufs Siedlungen errichtete. Er wurde aufgrund seines Fischreichtums auch Forellen- oder Ferchenbach genannt. Das Hachinger Tal erweist sich als vor- und frühgeschichtliches Siedlungsgebiet. Die Gegenwart von Menschen zeigt als ältesten Nachweis ein 5.500 Jahre altes, auf einem Unterhachinger Acker gefundenes Kupferbeil. In und um Taufkirchen, vor allem südlich des Sport- und Freizeitparks, erfolgten 1994 Ausgrabungen aus der Jungsteinzeit (etwa 4500–1800 v. Chr.), der Bronze- und Urnenfelderzeit (etwa 1800-750 v. Chr.), der Hallstattzeit (etwa 800–450 v. Chr.) und La-Tène-Zeit (etwa 750-15 v. Chr.), der Römerzeit (15 v. Chr.–5. Jh. n. Chr.), Germanische Funde und Funde aus dem frühen Mittelalter (5.–8. Jh. n. Chr.) – auf den Kegelfeldern u. a. ein Gräberfeld der Glockenbecherkultur (um 2000 v. Chr.), der bislang früheste Nachweis einer Besiedlung im Hachinger Tal. Eine keltische Siedlung aus der Zeit 600 v. Chr. bis etwa Mitte 3. Jh. v. Chr. mit zahlreichen Wohn- und Speicherbauten, Zaunreihen, Vorrats- und Abfallgruben sowie Feuerstellen konnte rekonstruiert werden. Außerdem konnten die Überreste einer römischen villa rustica, eines nach römischem Vorbild erbauten Gutshofs, freigelegt werden. Die Funde in Taufkirchen gehören zu den ältesten in Südbayern.

### Nachrömische Zeit und frühes Mittelalter
In Unterhaching gelang 2005 ein „archäologischer Jahrhundertfund“. Man fand dort 10 Bestattungen aus der Zeit um 500 n. Chr. mit ungewöhnlich reichen Beigaben wie granatbesetzte Gold- und Silber-Schmuckstücke in den Frauengräbern.
In Perlach fand man 1999 frühmittelalterliche Gräber unterschiedlicher Epochen aus der Zeit 100–450 n. Chr. Die Grabungen fanden im Auftrag des Gartenbaureferats der Landeshauptstadt München unter der Fachaufsicht des Bayerischen Landesamtes für Denkmalpflege statt. Zu den festgestellten Befunden gehören außerdem ein römischer Gutshof, dessen Pfosten, Gruben, Keller, Ofen und Zaungräben als Verfärbungen im Boden erhalten blieben, ferner eine westlich vom heutigen Bachbett abgelegene Wassermühle (bereits 1995 ausgegraben) sowie ein Friedhof mit 30 Körperbestattungen aus nachrömischer Zeit, zu den Funden eine Gewandspange, Eisenbeschläge und Keramik.
Die frühe Besiedlung ist auf den Bachlauf zurückzuführen. Das Hachinger Tal wurde zu einer wichtigen Nord-Süd-Verbindung von der Donau zu den Alpen. Die Straße wurde von den Kelten und Römern übernommen. Der Name Taufkirchen erinnert an eine alte Taufstelle direkt am Bach. In frühchristlicher Zeit taufte man Menschen in einer Ganzkörpertaufe unmittelbar am Bach in einem Baptisterium, das nur einen Taufstein oder eine Taufgrube enthielt.

### Mittelalter und Neuzeit
Der Amtmann in Taufkirchen hatte neben dem Richteramt im Dorfgericht die Aufsicht über den wirtschaftlich wichtigen Hachinger Bach. Im Saalbuch heißt es hierzu: „Den pach hab ich [der Hofmarksherr] auffzukern [aufzustauen] vnd Wessern all Samstag zu Vesper Zeit an den Sundtag zu Vesper Zeit vnnd denselben den Inwonern der Hoffmarch vnnd meinen Hinterlassen gelihen.“ Die Bewohner der damaligen Hofmark Taufkirchen durften demnach kostenfrei Wasser zur Bewässerung aus dem Bach entnehmen. Der Angermüller in Winning musste dagegen zur Bewässerung seiner Wiesen „Wassergeld“ zahlen. Der Bach hatte große Bedeutung für die Trinkwasserversorgung von Menschen und Tieren. Wegen seines darüber hinausgehenden Fischreichtums kaufte Herzog Wilhelm IV den Bach außerhalb der Hofmark den Taufkirchern samt dem Hofanger für 315 fl. ab.
Da man sich in früheren Zeiten sein Versickern nicht erklären konnte, rankten sich um den Hachinger Bach einige Sagen, in denen der Teufel für das Verschwinden des Bachs verantwortlich gemacht wird. Andere Varianten handeln von einer Mühle am Bach, um die es einen Erbschaftsstreit zwischen zwei Söhnen gegeben haben soll. Weil sie sich nicht einigen konnten, habe Gott den Bach vor der Mühle versiegen lassen, so dass die Mühle unnütz wurde. Am Bachlauf sind mehr als ein Dutzend früherer Mühlen vermerkt. Von den ursprünglich fünf Mühlen in Taufkirchen und Potzham waren zwei nach dem Zweiten Weltkrieg noch in Betrieb, von zweien stehen noch die Gebäude (Bachmühle, Sixtmühle), zum Teil auch die ehemaligen Bachabzweigungen für den Mühlradbetrieb. In Perlach fand man Bruchstücke von römischen Mühlsteinen und Gebäudereste einer Mühle mehrere hundert Meter westlich des heutigen Bachverlaufs. (siehe auch: Mühlen am Hachinger Bach).
In Unterhaching und Perlach existierten in früheren Zeiten Ausbuchtungen am Bachrand als Pferdeschwemmen zum Tränken und Waschen der Pferde. In Unterhaching wuschen Frauen ihre Wäsche an 15 Stegen bis nach dem Zweiten Weltkrieg am Bach.

### Hoch- und Niedrigwasser
Hochwasser des Hachinger Bachs traten wiederholt auf. In der Bachbeschreibung von 1820 heißt es, dass es Jahreszeiten gäbe, wo der Bach sich über das ganze Tal ausdehnt und oft länger als ein ganzes Jahr die Gegend mit der Folge überschwemmt, dass die Wiesen nicht bewirtschaftet werden konnten. Eine große Überschwemmung wurde 1940 berichtet. Das jüngste Hochwasser war an Pfingsten 2013. Die vier Landkreisgemeinden am Hachinger Bach arbeiten an Konzepten zur Vorbeugung von Hochwasserschäden wie etwa Rückhaltebecken. In anderen Jahren konnte der Bach gänzlich trockenfallen. 1866 wurde im Perlach Ortszentrum eine Durchflussmenge von 1,1 m3 gemessen, verglichen mit 30 m3 in Taufkirchen (Kirche) im Jahr 1875. Ein weiteres Trockenjahr mit Wassermangel in der gesamten Schotterebene war 1972. Als Kuriosum kann der Hachinger Bach von der Sohle her zufrieren. Selbst bei normaler Wasserführung kann das Wasser bei solchem Grundeis über die Ufer treten und zu großflächigen Überschwemmungen führen. 2016 plant die Stadt München in Abstimmung mit den Anrainergemeinden Oberhaching, Taufkirchen und Unterhaching die Vergabe einer Untersuchung für ein Grundwassermodell für den Hachinger Bach. Eines der Szenarien, die realisiert werden könnten ist, in den Bachgemeinden südlich von München Retentionsflächen (Überflutungsflächen) einzurichten, wodurch das Hochwasserrisiko im Stadtgebiet von München reduziert werden soll.
Heute leben im Einzugsbereich des Hachinger Bachs ca. 100.000 Menschen.

## Mühlen am Hachinger Bach

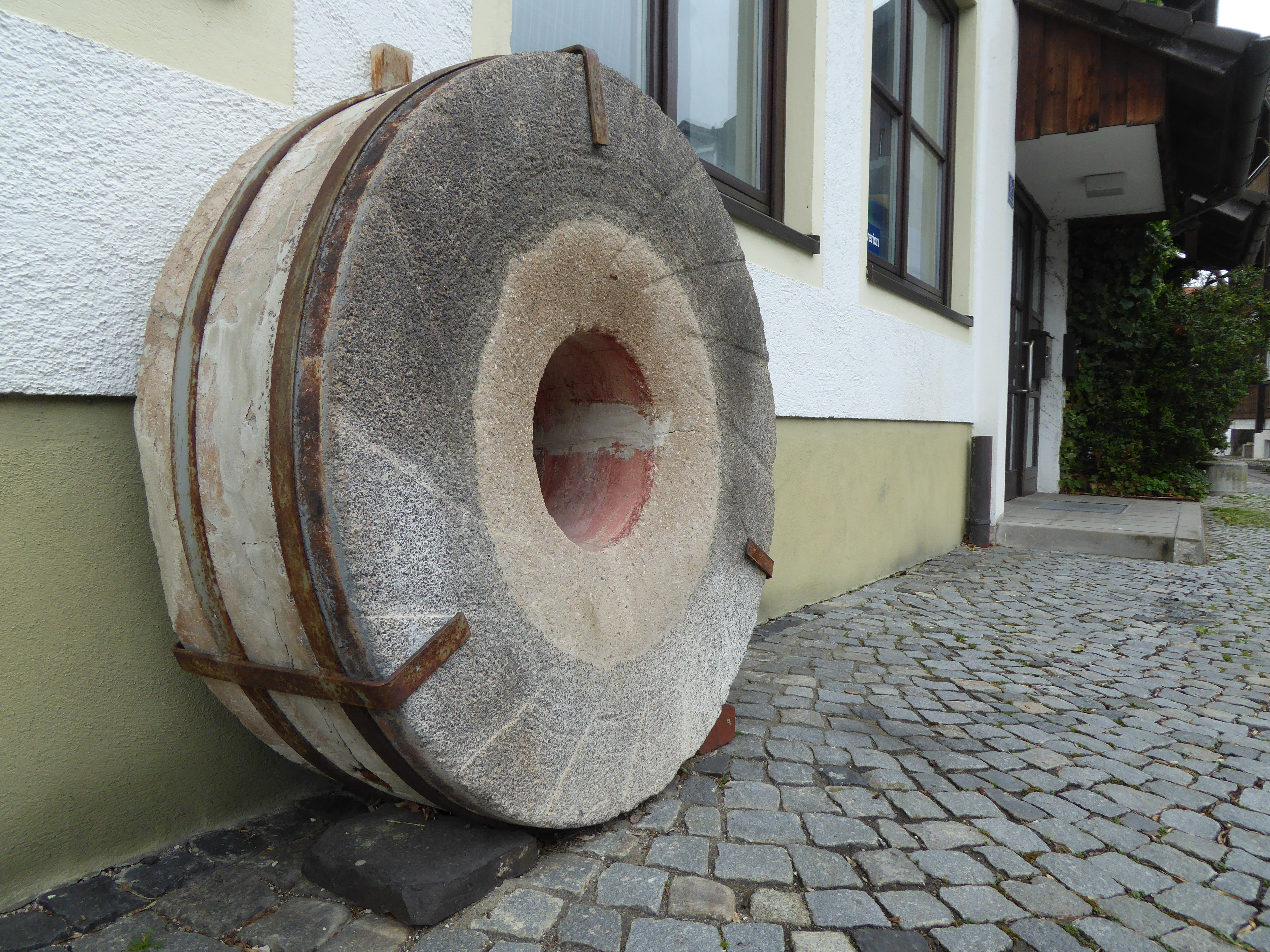
Mühlstein an der Bachmühle Taufkirchen

Am Hachinger Bach werden folgende Mühlen aufgeführt:
- Mangmühle in Furth/Potzham, 1544, 1643 von Schweden niedergebrannt
- Sutner, Kottmühle in Potzham, 1462, Mahlmühle und Sägemühle (Schrotmühle), Ausbau als Staukraftwerk mit Francis-Turbine, Stilllegung 1965
- Ferstl, Bachmühle in Taufkirchen, 1544, Mahlmühle, Wasserkraftmaschine mit Schwallbetrieb, Stilllegung 1969
- Stumpf, Sixtmühle in Taufkirchen, 1465, Sägewerk mit Wasserantrieb, nach 1945 nicht mehr in Betrieb
- Kiermeier, Obermühle bzw. Bäckermühle in Unterhaching, 1862, Mahlmühle und ab 1925 auch Stromgewinnung, Stilllegung 1972

Als weitere Mühlen werden genannt:
- Zaunmühle in Westerham, 1465
- Untermühle in Unterhaching, 1426

Um die 1900-Jahrhundertwende dürften weitere Mühlen in Betrieb gewesen sein.

## Umleitungen und Renaturierung
Wie fast alle Fließgewässer in Deutschland wurde der Hachinger Bach in der Vergangenheit reguliert und den Bedürfnissen entsprechend umgeleitet, z. B. zur Bewässerung anliegender Wiesen und zum Betrieb von sieben Mühlen, die selbst im Winter arbeiten konnten. In Ortskern Perlach wurde der Bach ab 1897 begradigt und im Sinn einer damaligen Ortsverschönerung einbetoniert. Eine großangelegte Umleitung führt seit 1948 auf mehreren hundert Metern um den Fliegerhorst Neubiberg herum. Inzwischen wurden längere Abschnitte des Bachbetts renaturiert, so im Landschaftspark Hachinger Tal auf dem ehemaligen Flugplatzgelände.
In Potzham wurde 2004 westlich der Brücke beim Mühlweg ein bis dahin vorhandener Sohlabsturz in Form einer Barriere in Höhe von etwa 70 cm in eine Sohlrampe mit mehreren kleinen Stufen im Bachbett umgebaut. Diese Maßnahme ermöglicht Tieren, den Bachlauf durchgängiger zu nutzen. In Taufkirchen erfolgten 2006 bis 2008 drei Phasen der Renaturierung des Hachinger Bachs entlang der Münchner Straße mit dem Ziel der Erhöhung des Freizeit- und Erholungswerts. Die Maßnahmen umfassten ein teilweises Versetzen des Bachlaufes und einen schräg ansteigenden Vorbau von rau gesetzten Wasserbausteinen. Die bestehende Granitsteinmauer wurde durch den Ufervorbau überwiegend in die neu gestaltete Böschung integriert. Der Bachlauf wurde teilweise versetzt. Dadurch erzielte man eine naturnähere Gestaltung der Ufer- und Böschungsbereiche und schaffte abwechslungsreichere Fließstrukturen. 2009 wurde ein weiterer Abschnitt an der Straße „Am Heimgarten“ bachabwärts renaturiert.
In seinem Unterlauf verästelte sich der Bach auf Höhe der Münchner Stadtteile Ramersdorf, Perlach, Berg am Laim ursprünglich in acht Seitenarme. Aufgrund von Überschwemmungen wurden daher seit dem Ende des 19. Jahrhunderts Versuche unternommen, den Bach gezielt in Berg am Laim versickern zu lassen. Dieses Vorhaben wurde 1933 mit der Inbetriebnahme der dortigen Versickerungsanlage realisiert und der Bach im weiteren Verlauf unterirdisch verrohrt. Seit den 1980er Jahren gab es bei den Bewohnern von Berg am Laim immer wieder Forderungen, den 3,8 km langen Bachabschnitt zwischen Ostpark und Hüllgraben an die Oberfläche zu verlegen. Von dem Einlaufbauwerk bis zum Pavillon der U-Bahn-Station Josephsburg an der Kreillerstraße existiert teilweise ein Graben, der den Verlauf des künftigen Bachbetts markiert. Der Stadtrat München erteilte die offizielle Projektgenehmigung inklusive Finanzierungszusage 2014. Die benötigten Grundstücke müssen noch erworben werden. Im Lauf der Jahre gab es mehrere vorläufige Erfolgsmeldungen (z. B. 2017), dass eine Einigung der Stadt München mit den Eigentümern bevorstehe und dass anschließend das 14 Hektar große Parkvorhaben in Berg am Laim mit Weiher, Liegewiese, Spiel- und Bolzplätzen sowie einer Kneippanlage realisiert werden könne. Ein Datum für den Baubeginn steht jedoch (Stand Frühjahr 2025) immer noch nicht fest.

## Naturschutz und Fauna
Auf der Perlacher Haid konnte man laut Philipp Apian im 16. Jahrhundert 200 bis 300 Stück Wild sehen, manchmal bis zu 600 Hirsche und Hirschkühe.
Entlang des Hachinger Bach sind Biotope erfasst. Im Landkreis München sind mehrere Biotope in der Biotopkartierung Bayern (BK) erfasst, so im Ortsbereich Deisenhofen (7935-38), der Nasswiesenkomplex südlich von Taufkirchen (BK7935-30) mit im Süden anschließenden gewässerbegleitenden Gehölzbeständen aus Schwarzerlengehölz, Hybridpappelwäldchen und anderen Arten (7935-31). Im Stadtgebiet München liegt das Biotop mit der Stadtbiotopkartierung MUC316. Es enthält zwei alte Baumbestände in großen Privatgärten, die an den Bach angrenzen.
Das Quellgebiet des Hachinger Bachs in Oberhaching, der Augarten, wurde 1975 angelegt. Der Abschnitt wird im erweiterten Flächennutzungsplan Oberhaching von 2005 als von „mittlerer Naturnähe aufgrund mäßiger bis erheblich veränderter Bach-Struktur“ mit „hoher Bedeutung für Erholung und Landschaftsbild innerhalb der Grünanlage“ beschrieben. 1983 errichtete die Gemeinde Oberhaching einen 5 Meter tiefen Brunnen am Ursprung des Bachs. An dieser Stelle werden 10 Liter Wasser pro Sekunde zugepumpt, um das Trockenfallen des Bachs zu verhindern. Als Brutvögel werden im Plan Wacholderdrossel, Zaunkönig, Rotkehlchen und Mönchsgrasmücke genannt. Der Eisvogel gilt als Besonderheit. Seltene Entenarten (Pfeifente, Krickente) gelten als gelegentliche Wintergäste.
Der Autobahnweiher Oberhaching/Taufkirchen weist einen parkähnlichen Baumbestand sowie natürliches Ufer mit bachbegleitenden Gehölzsäumen auf. Der Weiher, ein ehemaliger Baggersee, ist an den Fischerverein Hachinger Grund verpachtet. Er beinhaltet Karpfen, Hechte, Waller, Aale und andere heimische Fischarten.

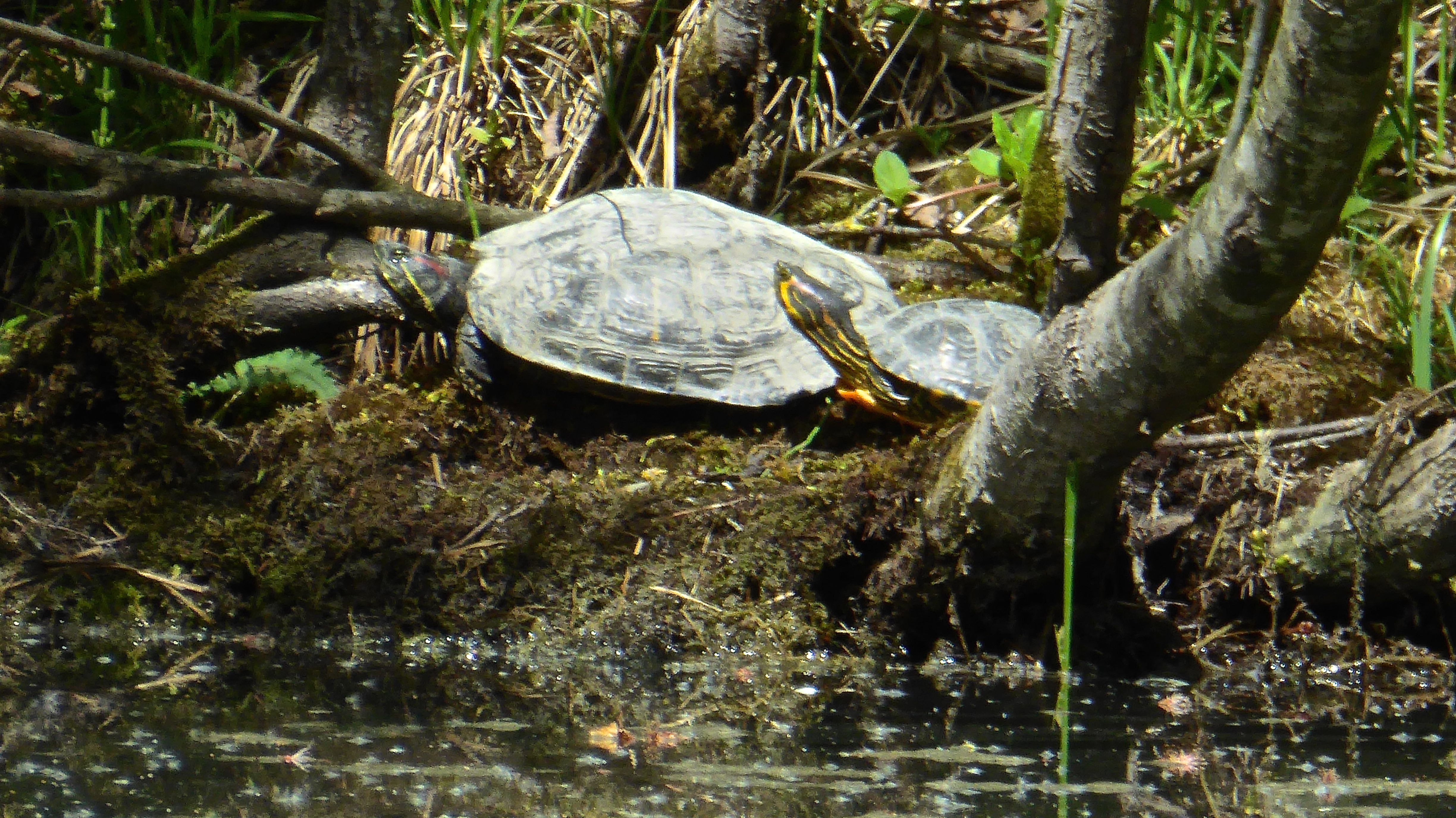
Schmuckschildkröten am kleinen Autobahnweiher des Hachinger Bachs

Am Bachlauf auf der Höhe von Potzham wurden unter anderem beobachtet: Bachsaibling, Bachforelle, Regenbogenforelle, Eisvogel (2008, 2012, 2014), Wasseramsel, Wasserpieper, Gebirgsstelze, die seltene Wasserralle, Graureiher, Buntspecht, Gebänderte Prachtlibelle, Köcherfliegenlarven. Am Autobahnweiher sah oder sieht man unter anderem Höckerschwan (Pärchen 2007), Blässhuhn mit Jungen (zuletzt 2015), Teichralle, Gänsesäger (Pärchen 2006), Haubentaucher (Durchzügler 2002), Stockente. Am kleinen Autobahnweiher leben und überwintern mindestens drei ausgesetzte Schmuckschildkröten, darunter Rotwangen-Schmuckschildkröten (2015). Am Entenbach in Taufkirchen nistete wiederholt eine Graugans (zuletzt 2014). Bis in die 1970er Jahre lebte die Europäische Sumpfschildkröte in den Sumpfwiesen.
Das Hachinger Tal mit den Feuchtwiesen am Hachinger Bach südlich Taufkirchen wurde 2014 vom Landkreis als Landschaftsschutzgebiet Hachinger Tal im Gebiet der Gemeinden Oberhaching und Taufkirchen (LSG-00600.01) ausgewiesen. Schon 1992 nennt die Biotopkartierung Bayern Flachland diese Nasswiesen „wegen ihrer Großflächigkeit die bedeutendste ihrer Art im Landkreis München“.
Nahe der Feuchtwiesen wurden mehrere künstliche Feuchtbiotope angelegt, darunter zwei größere bei der Streuobstwiese südlich des Sport- und Freizeitparks, ein Erlebnisbiotop nördlich des Marklwegs sowie weitere kleinere entlang des Entwässerungsgrabens östlich des Pöttinger Wegs und auch zwischen Hachinger Bach und der Tölzer Straße. Ebenfalls am Marklweg wurde eine Streuobstwiese mit Vogelnistplätzen und Insektennisthilfen angelegt. Die Feuchtwiesen zeigen eine abwechslungsreiche Fauna, darunter einige Falter wie Dickkopffalter, Gelbwürfeliger Dickkopffalter, Kleiner Heufalter, Brauner Waldvogel, Wachtelweizen-Scheckenfalter, Kleiner Fuchs, Randring-Perlmuttfalter.
Nach der Münchener Stadtgrenze fließt der Bach dann noch durch ein weiteres Landschaftsschutzgebiet, das Gebiet um den Hachinger Bach von der Stadtgrenze bis zur Versickerungsstelle (LSG-00120.12).

## Gewässergüte und chemische Wasserqualität
Der Hachinger Bach erfüllt Stand 1999 im gesamten Längsverlauf mit der Güteklasse II die landesplanerischen Zielvorgaben. Der Bach ist einheitlich gekennzeichnet durch
- gute Sauerstoffversorgung (Bereich der optimalen Sättigung)
- geringe Gehalte organischer Schmutzstoffe und geringe Ammoniumgehalte
- niedrige Phosphorgehalte
- erhöhte Nitratgehalte (Grundwassereinfluss).

Die Werte für Belastungsstoffe sind als niedrig zu beurteilen und entsprechen denen der ebenfalls mäßig belasteten Isar.
Der Entenweiher in Taufkirchen mit großen Wasservögelbeständen und der Ablaufgraben sind als stark verschmutzt zu bewerten und zeigen Handlungsbedarf an.

## Bilder

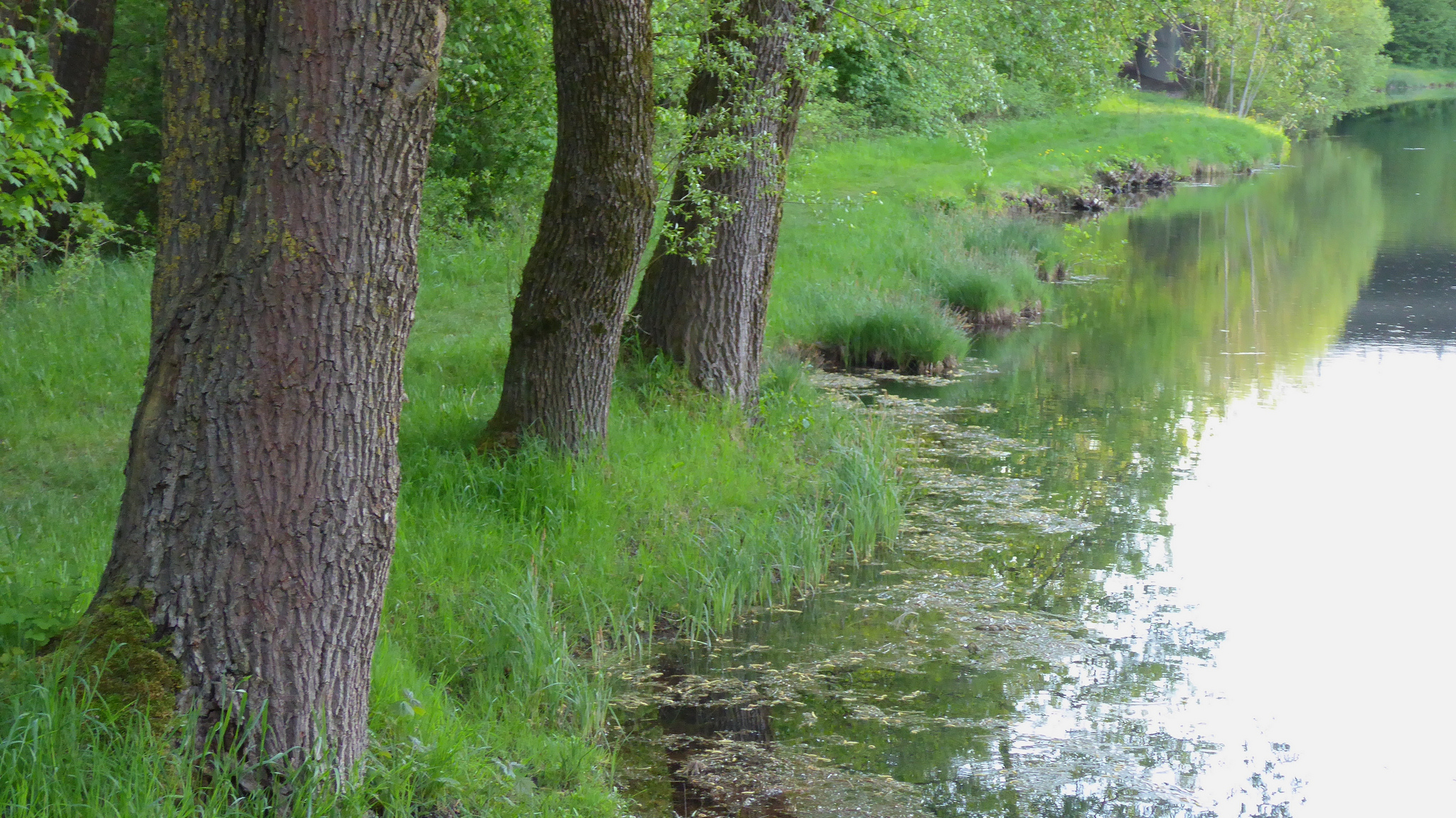
Parkbaumbestand am Autobahnweiher des Hachinger Bachs
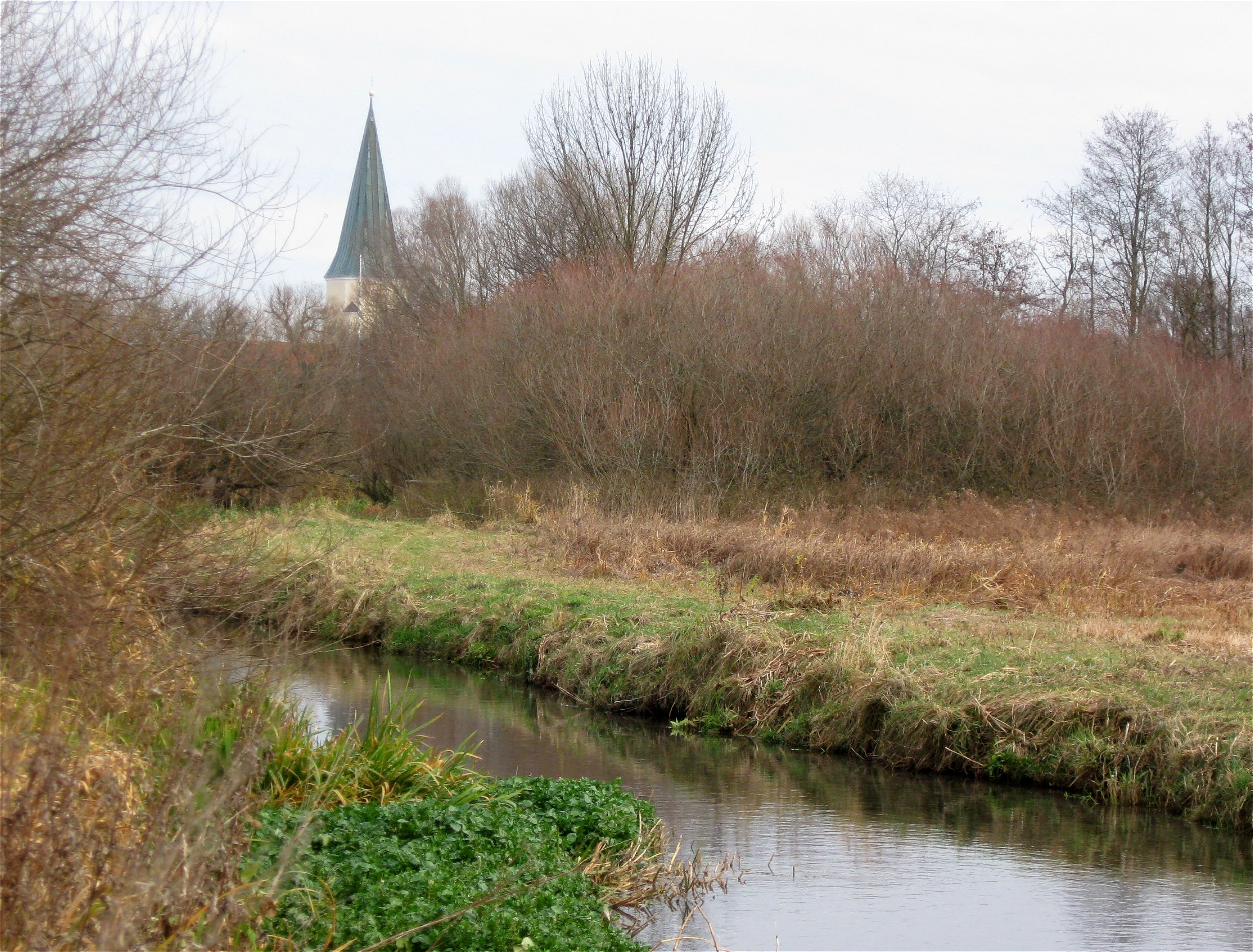
Hachinger Bach südlich von Taufkirchen. Hier erreicht der Bach bis fünf Meter Breite und einen halben Meter Tiefe.
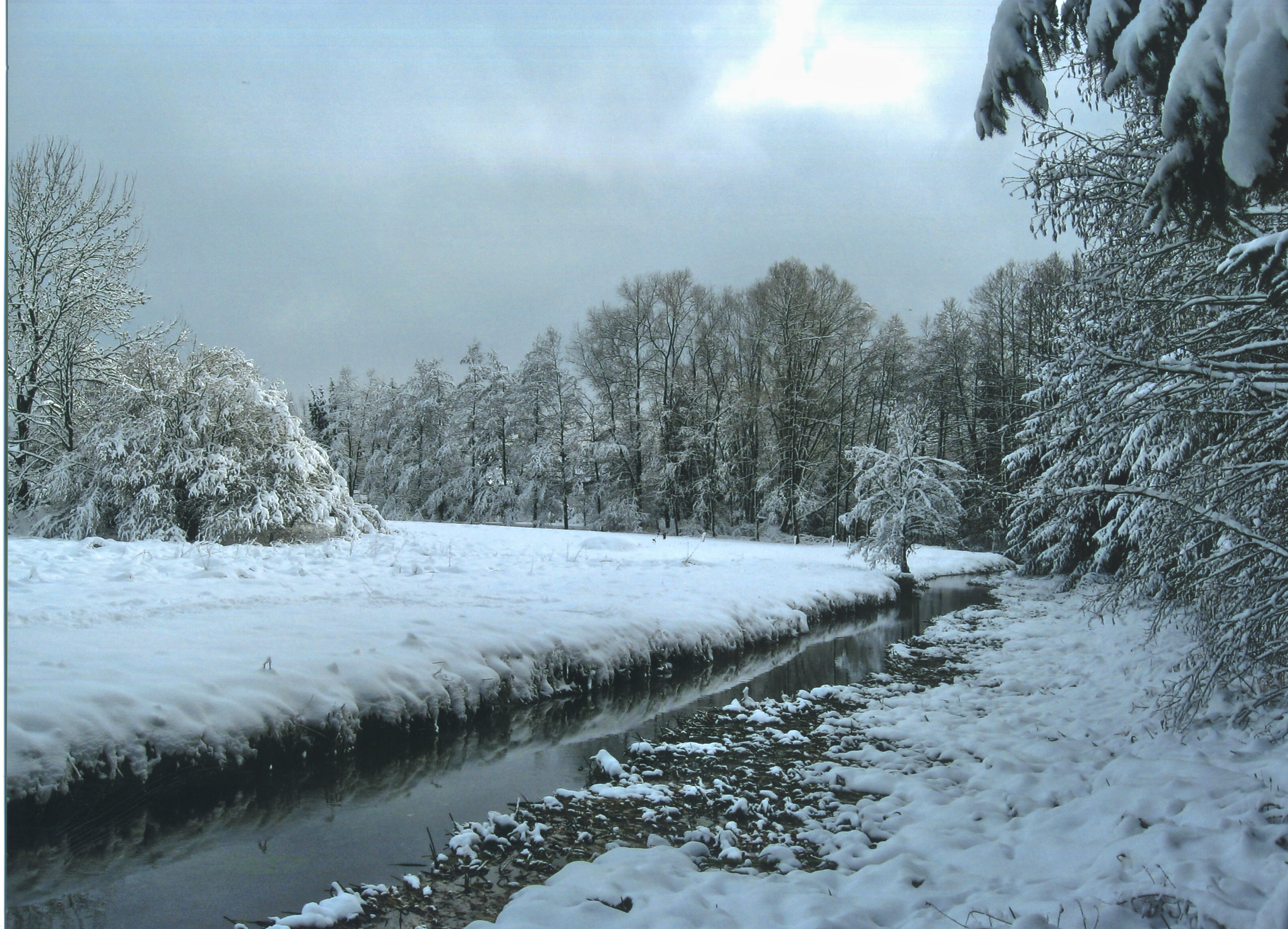
Hachinger Bach bei Potzham im Winter
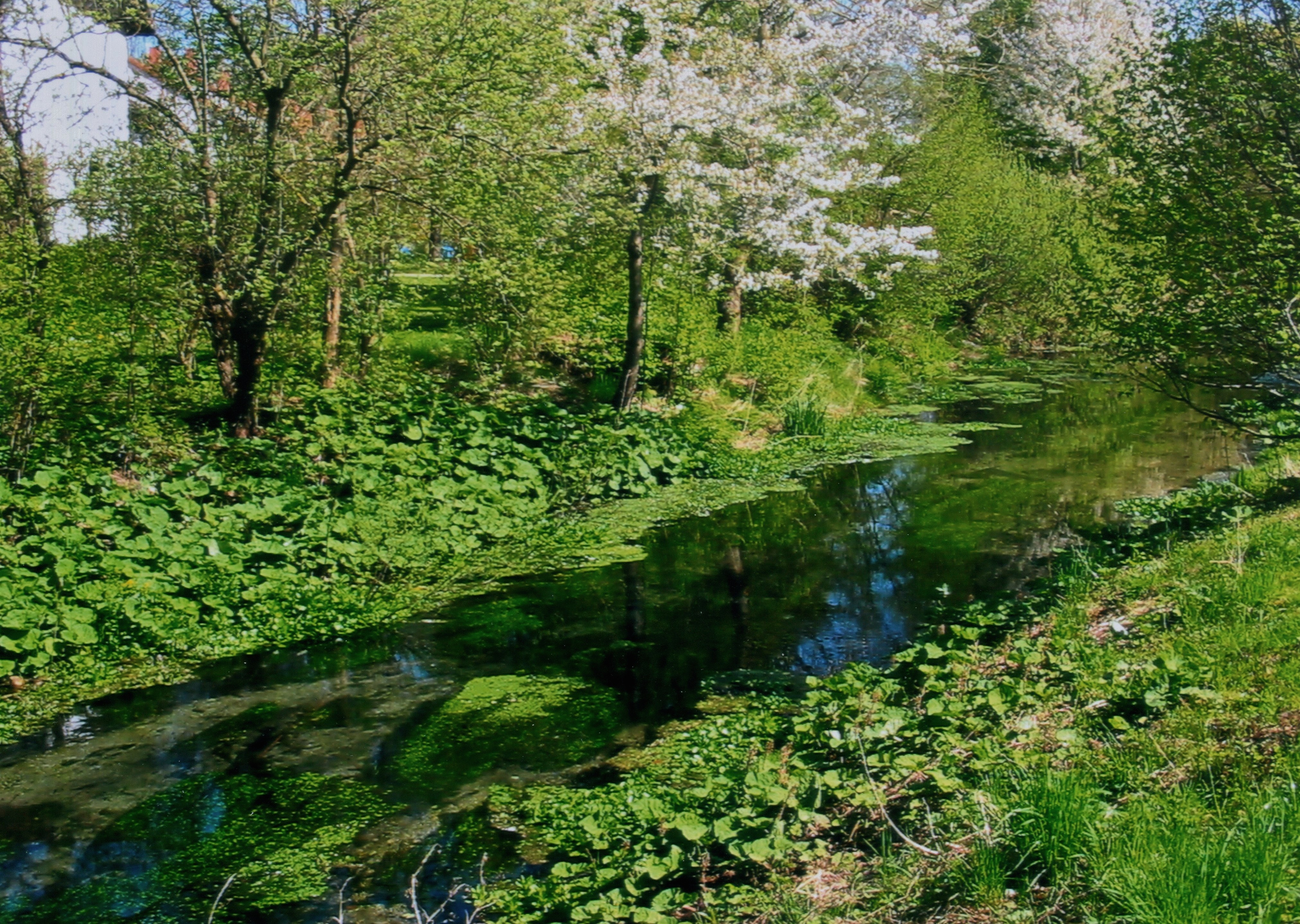
Vegetation am Hachinger Bach zwischen Brücke beim Mühlweg und Fußgängersteg auf Höhe der Bergstraße
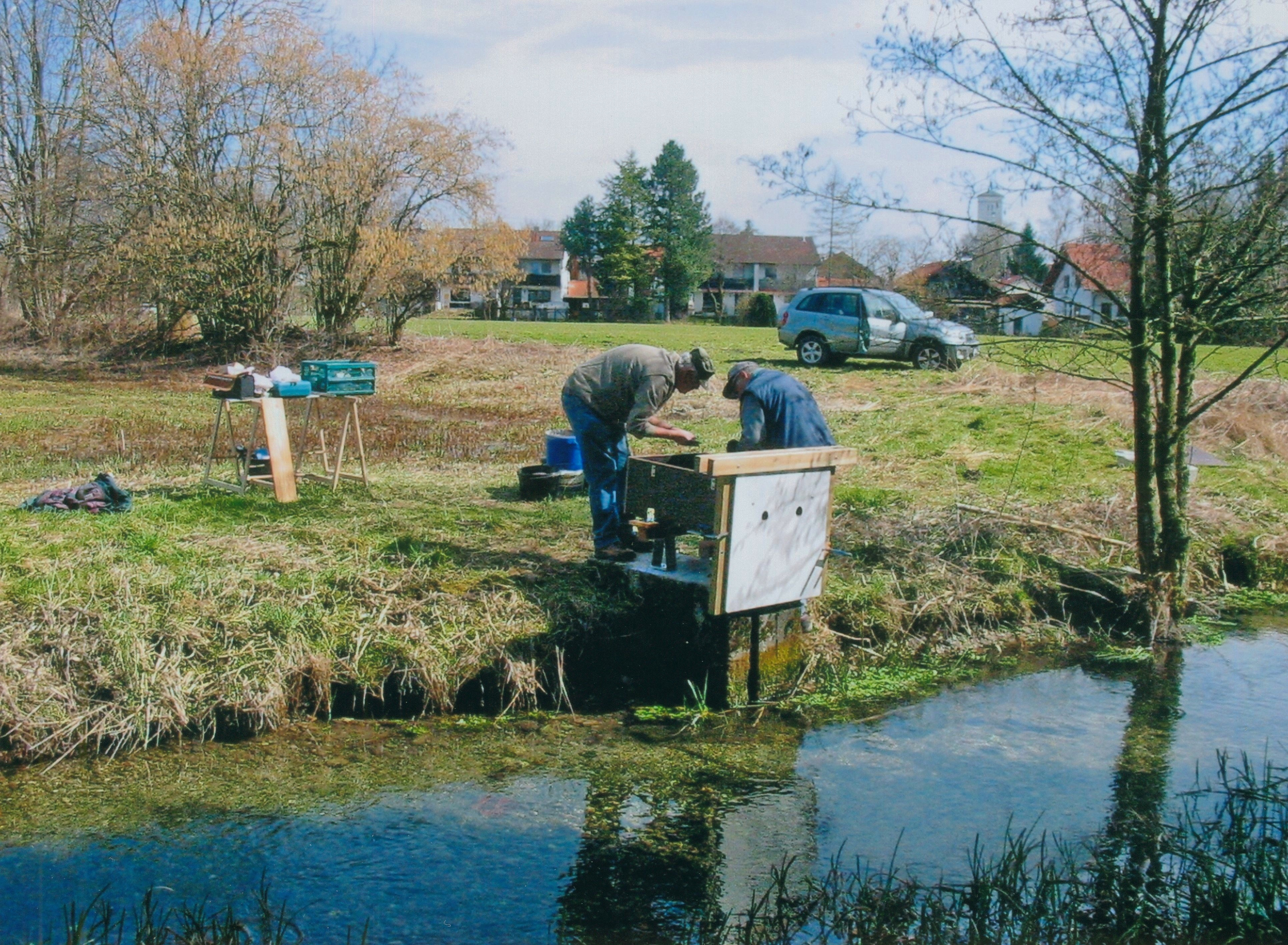
Errichtung einer künstlichen Brutwand für den Eisvogel am Hachinger Bach, Höhe Potzham
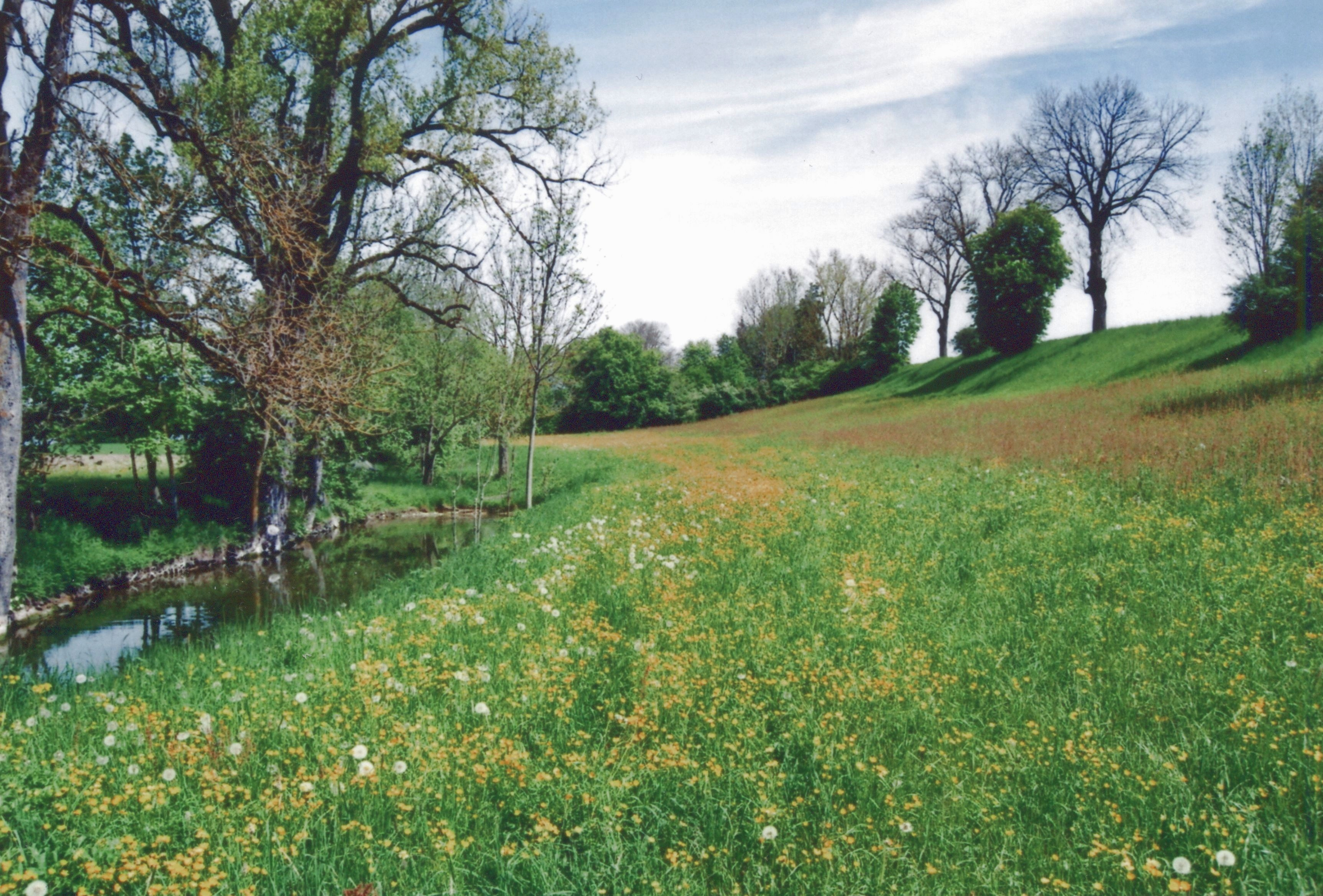
Scharfer Hahnenfuß und Wiesensauerampfer am Hang des Entenbachs nahe dem Hachinger Bach Potzham
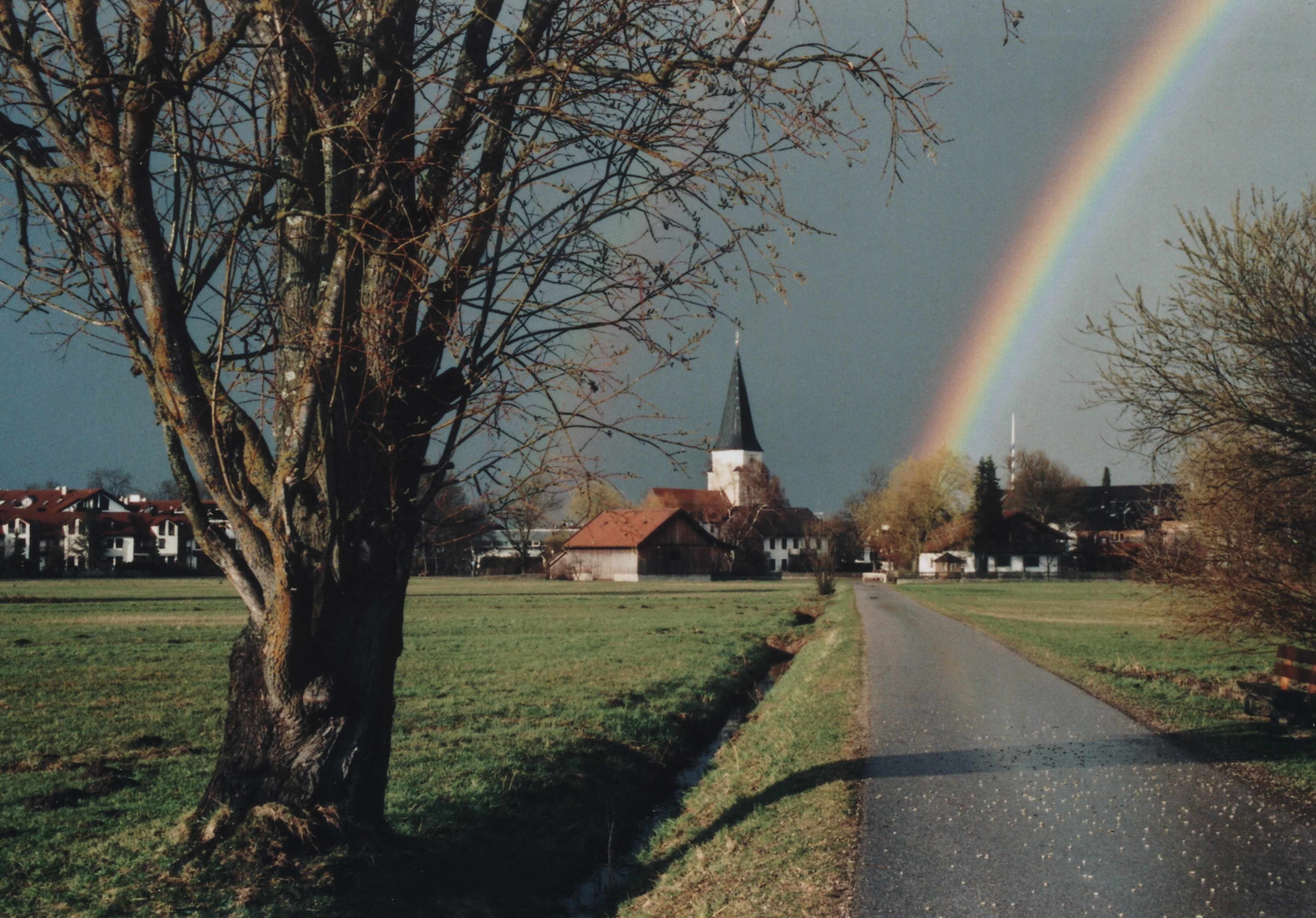
Bruchweide auf der Feuchtwiese Taufkirchen. Gefällt 2013
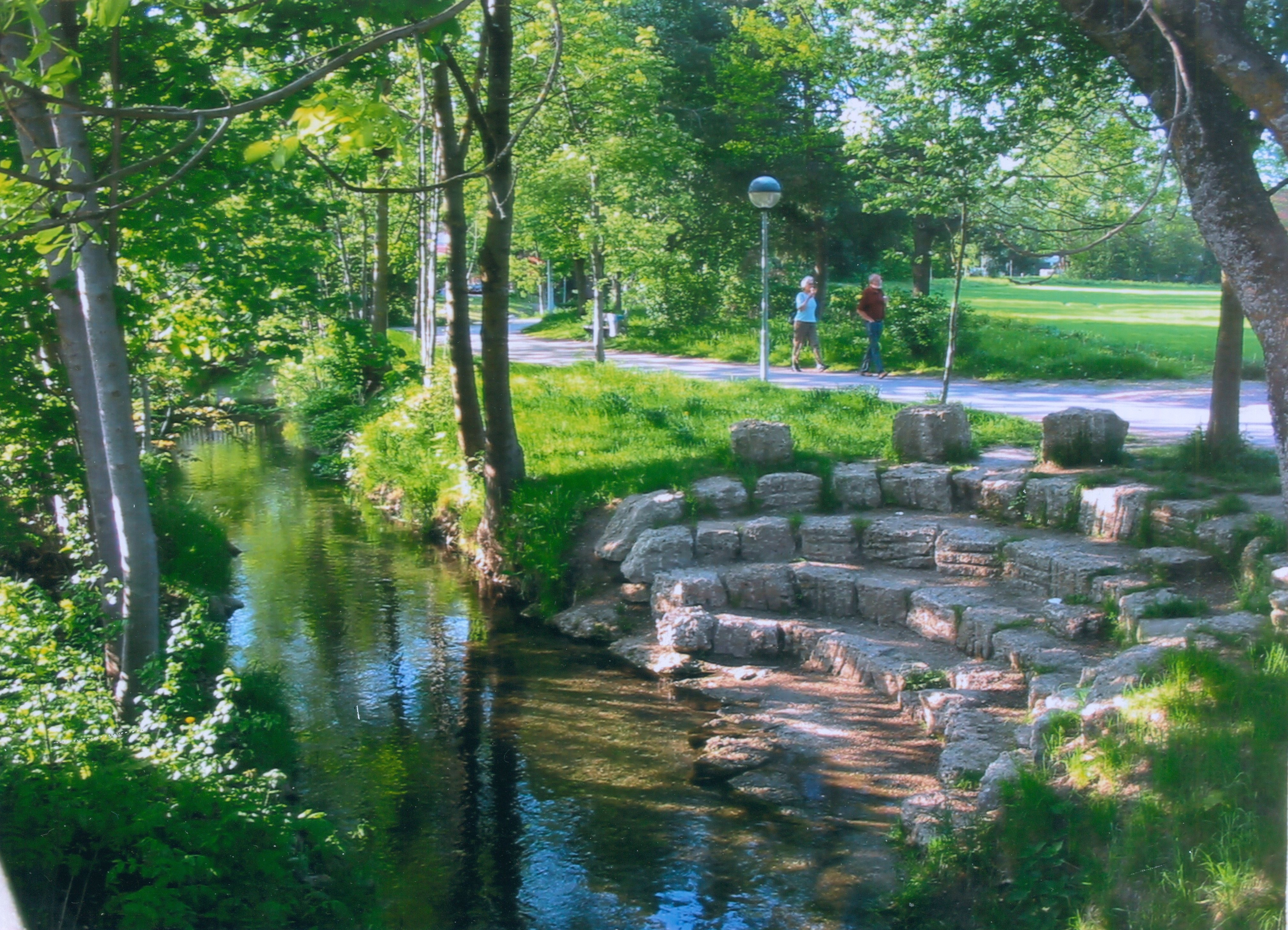
„Arena“ am Hachinger Bach Nähe des Heimathauses Wolfschneiderhof Taufkirchen
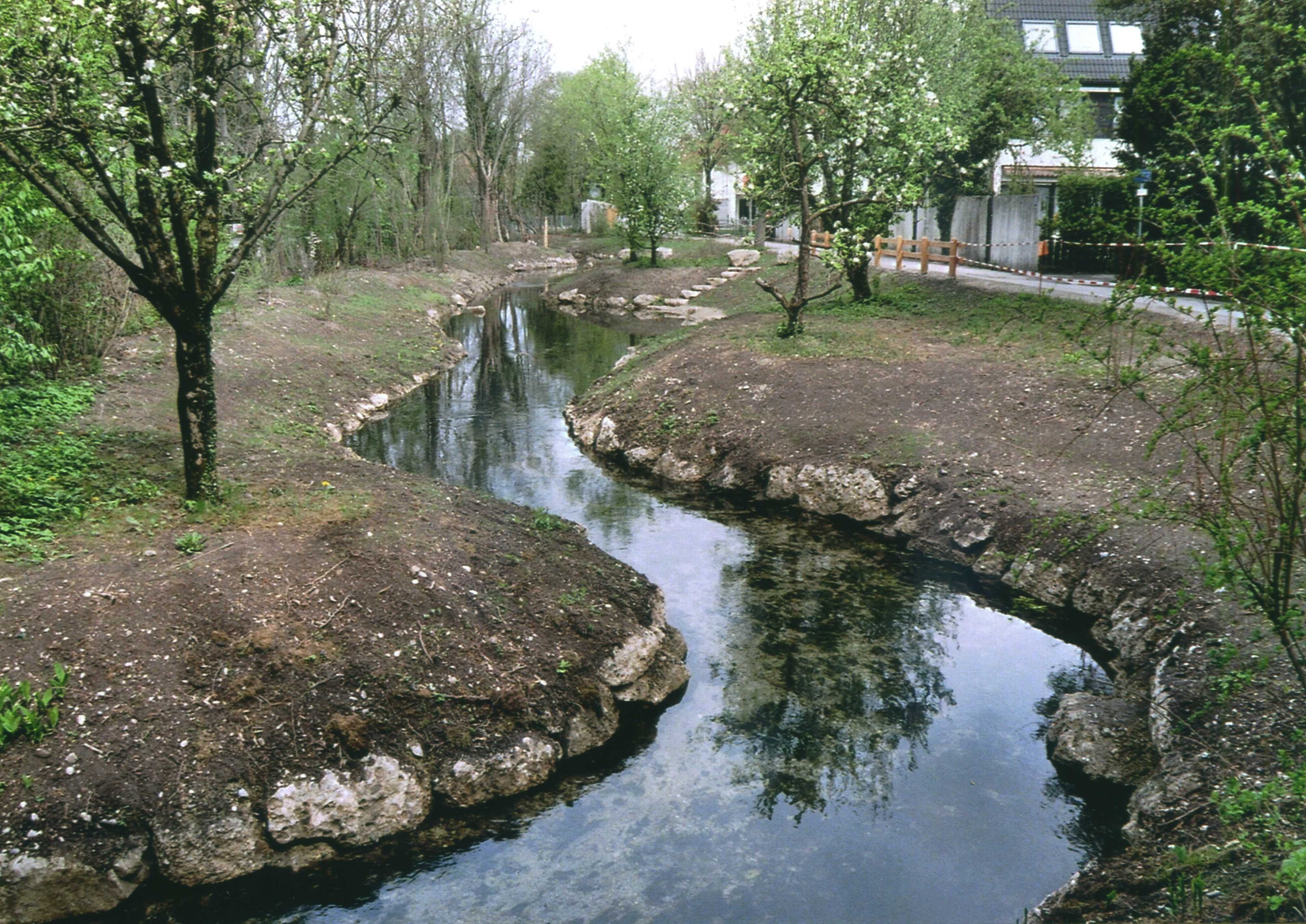
Renaturierter Abschnitt des Hachinger Baches nördlich von der Brücke „Am Heimgarten“, Taufkirchen
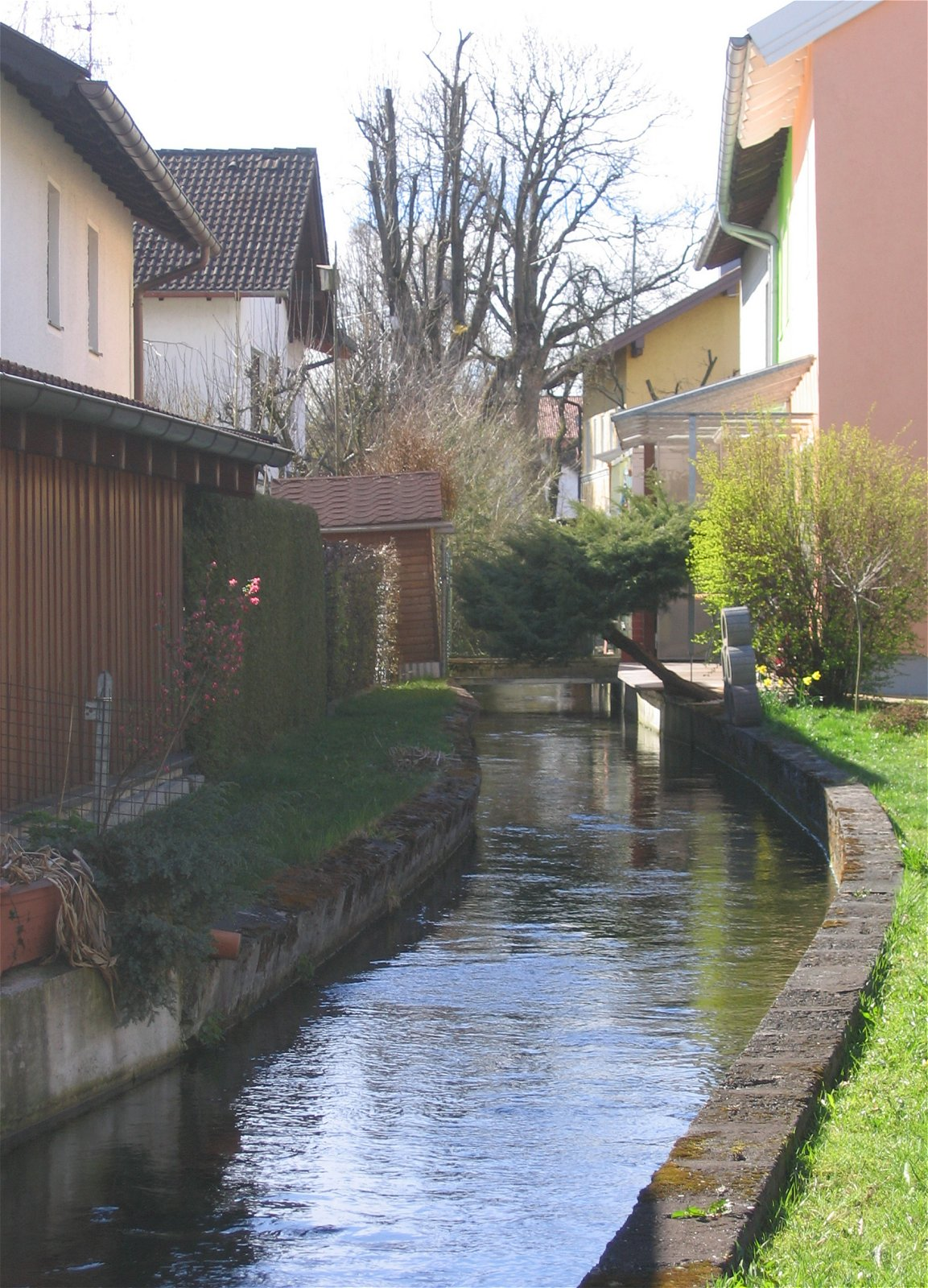
Hachinger Bach in Unterhaching
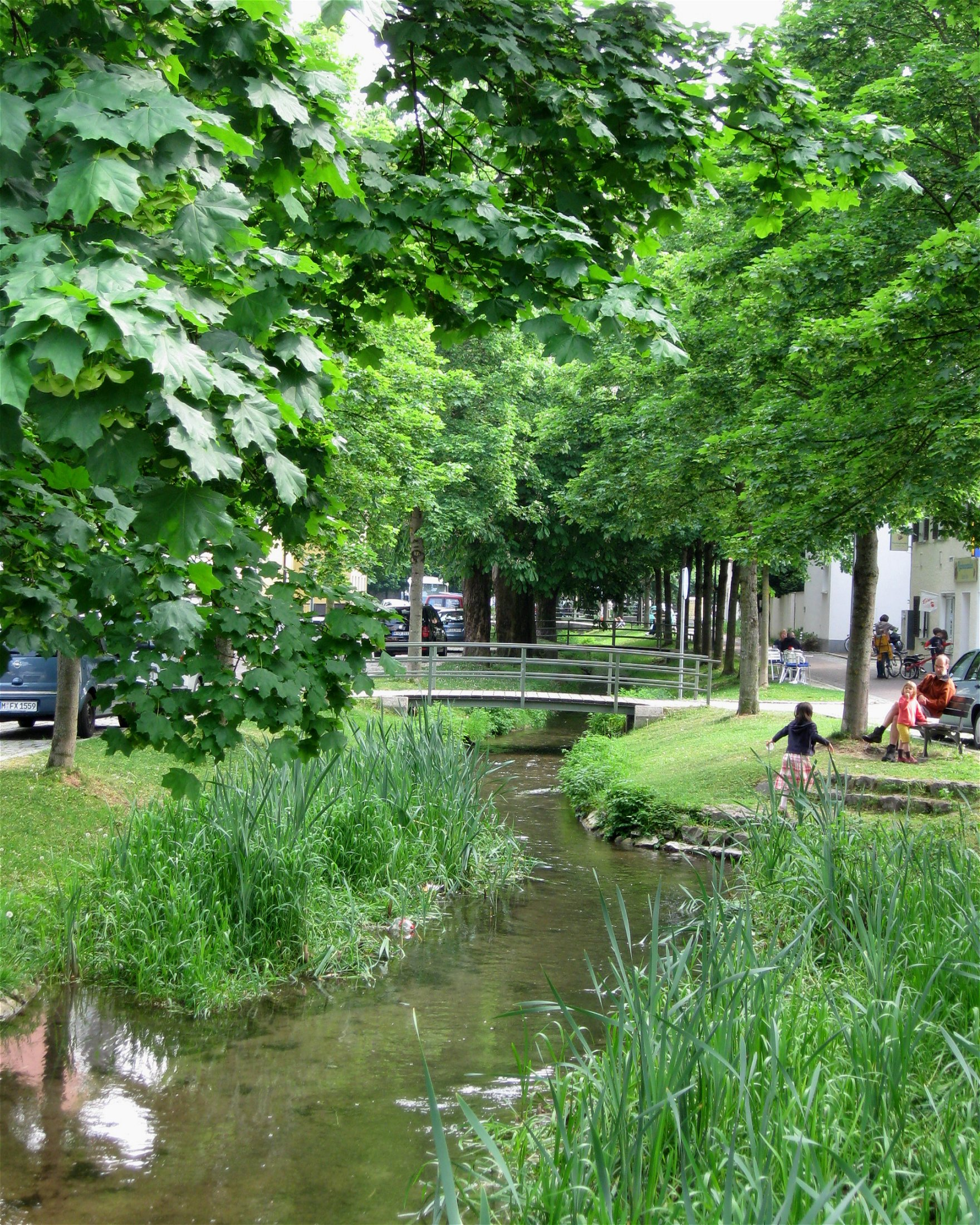
Hachinger Bach am Pfanzeltplatz in Perlach
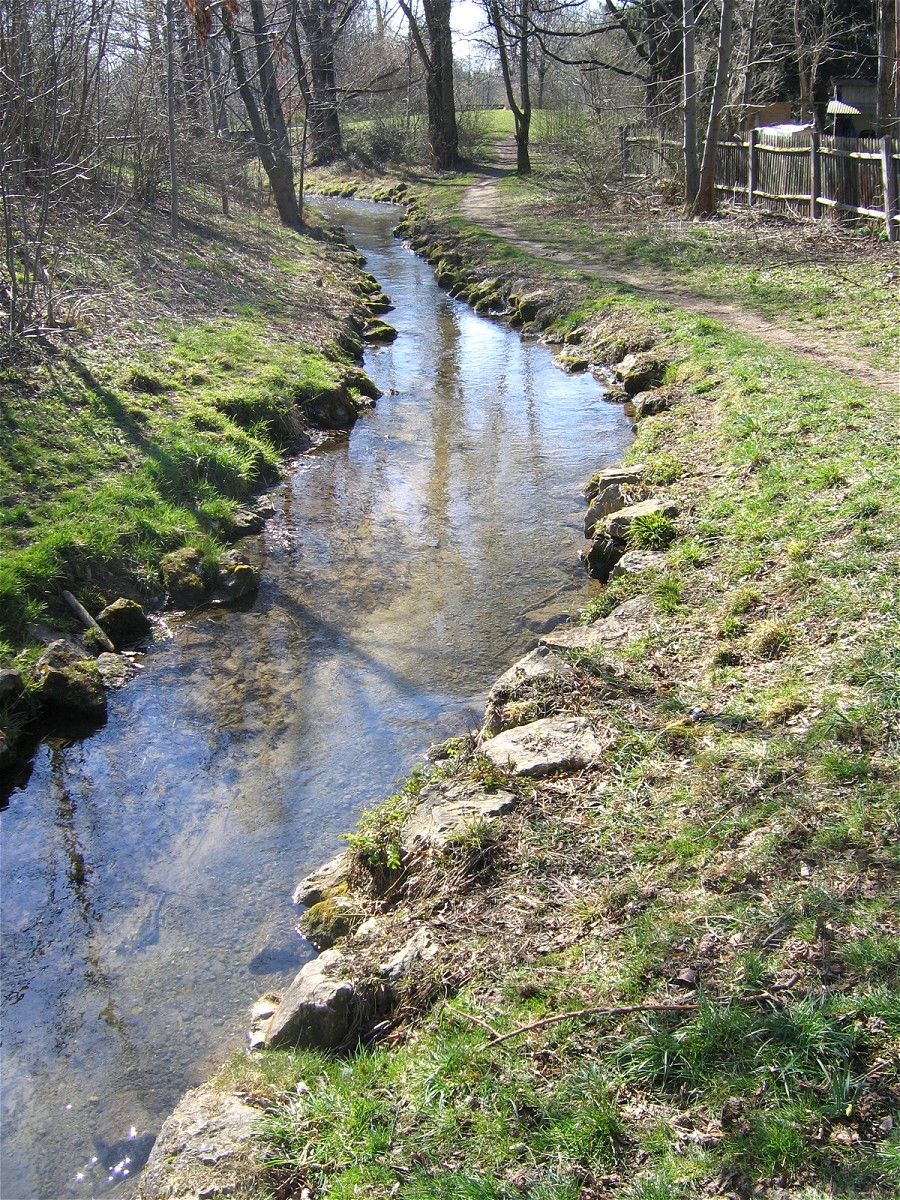
Hachinger Bach im Ostpark